# Trochosa arctosina
Trochosa arctosina är en spindelart som beskrevs av Lodovico di Caporiacco 1947. Trochosa arctosina ingår i släktet Trochosa och familjen vargspindlar. Inga underarter finns listade i Catalogue of Life.